# Swift Gamma-Ray Burst Mission
Swift Gamma-Ray Burst Mission består af et rumteleskop kaldet Swift ((engelsk): "hurtig i vendingen"), der blev opsendt i kredsløb den 20. november 2004, kl. 17:16:00 UTC med en Delta II 7320-10C. Missionen blev/bliver ledet Principal Investigator dr. Neil Gehrels, NASA Goddard Space Flight Center. Missionen blev udviklet i et fælles partnerskab mellem Goddard og et internationalt konsortium bestående af USA, Storbritannien og Italien. Missionen er en del af NASAs Medium Explorer Program (MIDEX). Mission bliver styret fra Pennsylvania State University.
Swift arbejder i flere bølgelængder og er et rumteleskop dedikeret til udforskning af gammaglimt (GRB). Swifts tre instrumenter arbejder sammen for at observere gammaglimt og deres eftergløder i gammastråler, røntgenstråler, ultraviolette og synlige elektromagnetiske bølgelængdebånd.